# 五華区
五華区（ごかく）は、中華人民共和国雲南省昆明市に位置する市轄区。

## 地理
五華区は昆明市西部に位置し、雲南省の政治、経済、文化の中心となっている。

## 行政区画
10街道を管轄する。
- 華山街道、護国街道、大観街道、竜翔街道、豊寧街道、蓮華街道、紅雲街道、黒林鋪街道、普吉街道、西翥街道
- 昆明国家高新技術産業開発区

## 交通

### 鉄道
- 昆明軌道交通
  - ■3号線

- 眠山駅 - 昌源中路駅 - 西苑駅 - 梁家河駅 - 市体育館駅 - 潘家湾駅 - 五一路駅 -
- - ■4号線
  - ■5号線

### 道路
- 高速道路
  - 京昆高速道路
  - S0501 昆明西北環状高速道路
- 国道
  - G108国道